# Мавадіченай (Грама Ніладхарі)
Грама Ніладхарі Мавадіченай (№ 208A) — Грама Ніладхарі підрозділу ОС Центральний Коралай-Патту, округ Баттікалоа, Східна провінція, Шрі-Ланка.

## Демографія
| Населення (2007) | Населення (2007) | Населення (2007) | Населення (2007) | Населення (2007) |
| Населення        | Чоловіки         | Жінки            | Діти             | Дорослі          |
| ---------------- | ---------------- | ---------------- | ---------------- | ---------------- |
| 2741             | 1373             | 1368             | 1102             | 1639             |